# Sal (Cap-Vert)
Pour les articles homonymes, voir Sal.
Sal (qui signifie en portugais « sel », nommée ainsi à cause des mines de Pedra de Lume) est le nom d'une île de l'archipel du Cap-Vert ainsi que de la municipalité du même nom. L'île fait partie du groupe des îles de Barlavento, au nord.

## Histoire
Sal fut découverte le 3 décembre 1460. Il est cependant possible que Sal ainsi que d'autres îles de l'archipel du Cap-Vert aient été connues des Maures bien avant cette découverte officialisée par des navigateurs portugais. Comme le reste du Cap-Vert, elle devint une colonie portugaise.
Nommée initialement Llana, Sal doit son nom actuel à la découverte de sel à Pedra de Lume en 1833. L'exploitation dura  jusqu'au milieu des années 1980, ce qui fit venir du monde sur l'île auparavant peu peuplée. L'Aéroport international Amílcar-Cabral, dont la construction commence en 1939 comme aéroport d'escale vers l'Amérique du Sud provoqua une migration interne vers Sal, principalement de São Nicolau. Depuis une vingtaine d'années le tourisme se développe également, principalement à Santa Maria dans le sud de l'île,,,.

## Géographie
Sal est la plus vieille île du Cap-Vert, sa formation ayant commencé il y a 50 millions d'années par le biais d'un volcan aujourd'hui éteint. L'île a une superficie de 216 km2 et est relativement plate et sablonneuse. Son point culminant, le monte Grande ne fait que 406 mètres d'altitude.

## Climat
Sal a un climat chaud et sec, les températures variant entre 20 °C et 25 °C durant toute l'année et dispose de 350 jours d'ensoleillement par an. Les vents viennent souvent du nord-est et des tempêtes de sable venues du Sahara peuvent s'y produire, notamment en janvier et en février.

## Population
Depuis 1890, l'évolution démographique de Sal a été :
| 1890 | 1930 | 1940  | 1950  | 1960  | 1970  | 1980  |
| ---- | ---- | ----- | ----- | ----- | ----- | ----- |
| 539  | 764  | 1 142 | 1 813 | 2 626 | 5 505 | 7 500 |

| 1990  | 2000   | 2010   | - | - | - | - |
| ----- | ------ | ------ | - | - | - | - |
| 7 715 | 14 816 | 25 657 | - | - | - | - |

| Histogramme de l'évolution démographique de Sal |        |
| \| 1890 \| 539 \| \| 1930 \| 764 \| \| 1940 \| 1 142 \| \| 1950 \| 1 813 \| \| 1960 \| 2 626 \| \| 1970 \| 5 505 \| \| 1980 \| 7 500 \| \| 1990 \| 7 715 \| \| 2000 \| 14 816 \| \| 2010 \| 25 657 \| |        |
| 1890 | 539    |
| 1930 | 764    |
| 1940 | 1 142  |
| 1950 | 1 813  |
| 1960 | 2 626  |
| 1970 | 5 505  |
| 1980 | 7 500  |
| 1990 | 7 715  |
| 2000 | 14 816 |
| 2010 | 25 657 |

## Économie
L'île vivait auparavant de l'exportation de sel et de la pêche mais est désormais orientée vers le tourisme grâce à son climat et ses plages de sable blanc (complexes hôteliers de 
Santa Maria),,,.
Sal est aussi une destination renommée pour le kitesurf. L'île offre plusieurs sites dont deux majeurs : 
- « Kite Beach », à quelques kilomètres au nord de Santa-Maria sur la côte Est de l'île, le vent y est ordinairement side shore ou side-on ;
- Ponta Preta, à quelques kilomètres au nord-ouest de Santa-Maria, réputé pour sa vague (droite) et orienté off shore, c’est-à-dire que le vent y souffle vers le large.

## Administration
Sal forme une municipalité du Cap-Vert et ne compte qu'une paroisse, Nossa Senhora das Dores. La municipalité de Sal a été créée en 1935, lorsqu'elle a été séparée de la municipalité de Boa Vista.

## Villes
- Espargos est la principale ville de l'île avec 5 758 habitants (8 000 avec  Hortelão et Preguiça). Elle est située entre Pedra de Lume et Palmeira.
- Murdeira est un complexe touristique en plein développement avec beaucoup de résidences secondaires.
- Palmeira est un petit village de pêcheurs sur la côte ouest mais qui est en train de s'agrandir.
- Pedra de Lume, sur la côte est, est le plus ancien établissement de Sal et fut pendant des années le centre de l'exploitation du sel. Aujourd'hui, il ne reste qu'un village peu peuplé.
- Santa Maria est un ancien village de salins qui est aujourd'hui l'un des plus importants points touristiques du pays. Environ 1 400 personnes y vivent.

## Transport
Situé dans l'île, l’aéroport international Amílcar-Cabral, est le plus actif du Cap-Vert. 
Le port principal de Sal est celui de Palmeira. 
Les routes principales sont l'EN1-SL01 (Santa Maria - Espargos) et l’EN1-SL02 (Palmeira - Espargos).

## Espace protégé
- Buracona

## Personnalités liées à l'île
- Elvis Évora, joueur de basket-ball, y est né.
- Hermínia da Cruz Fortes, chanteuse, y a vécu et y est morte
- Dona Tututa, compositrice et pianiste, y a vécu et y est morte.
- Carlos Andrade, joueur de basket-ball

## Galerie

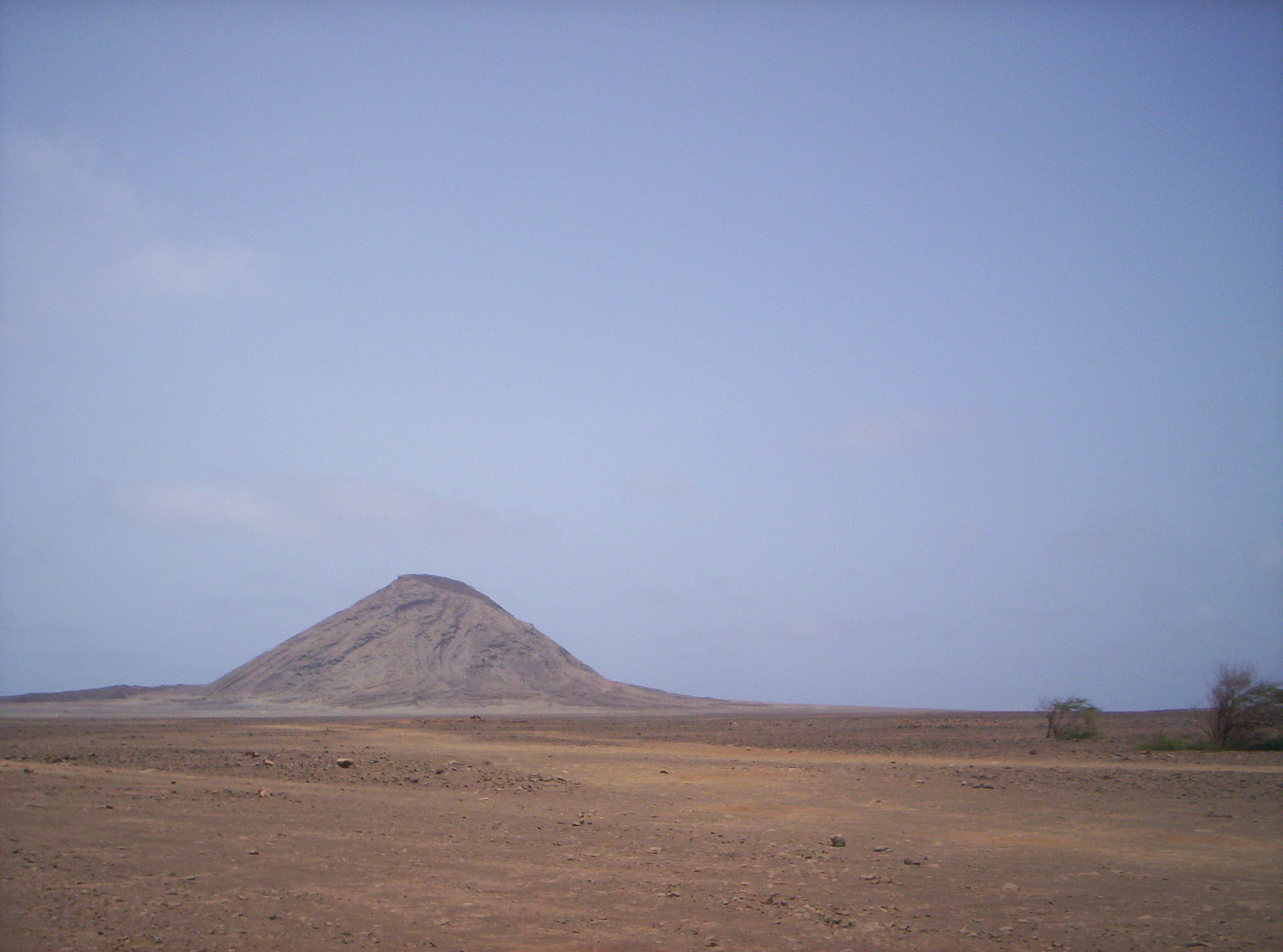
Paysage
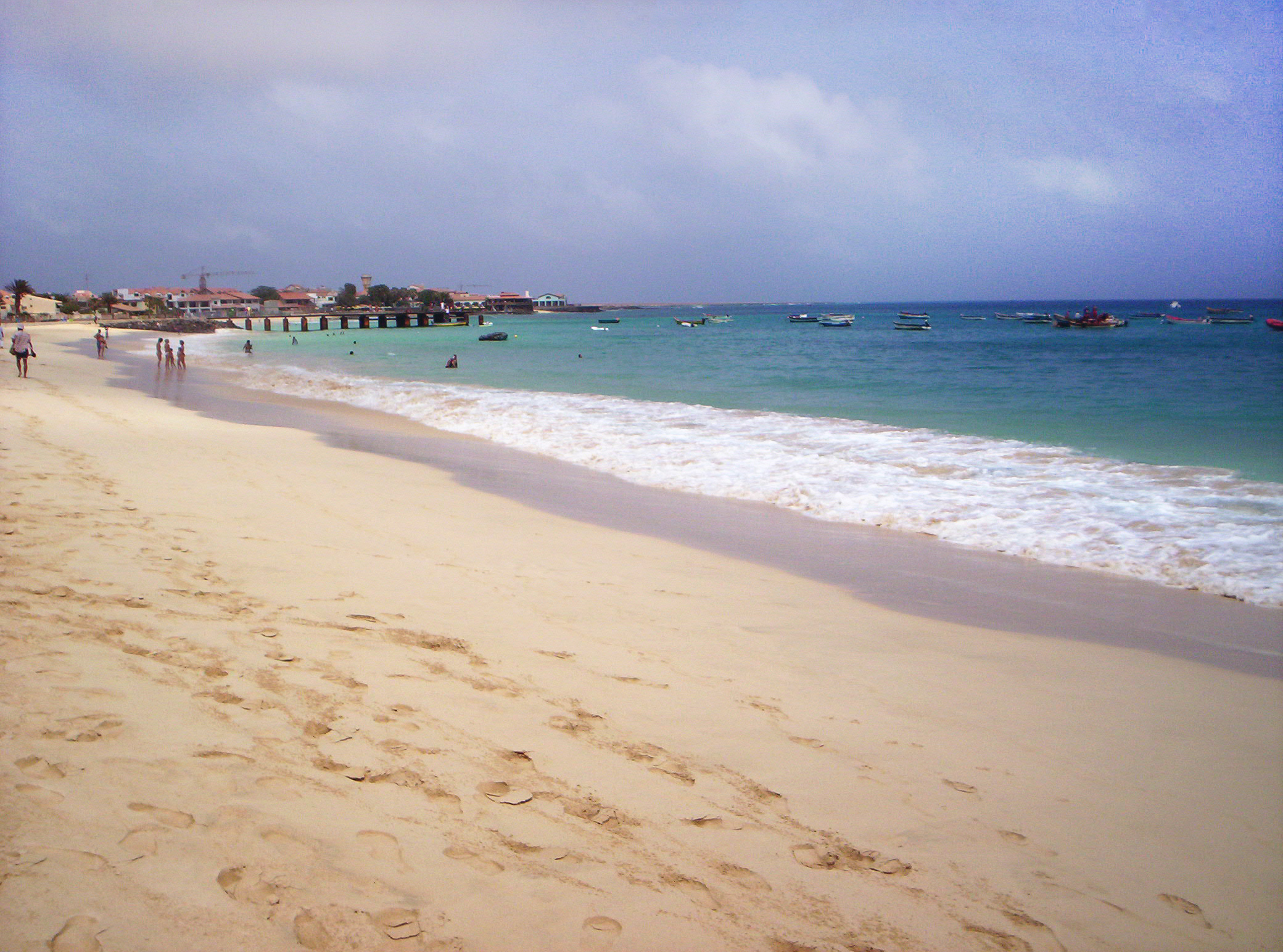
Plage
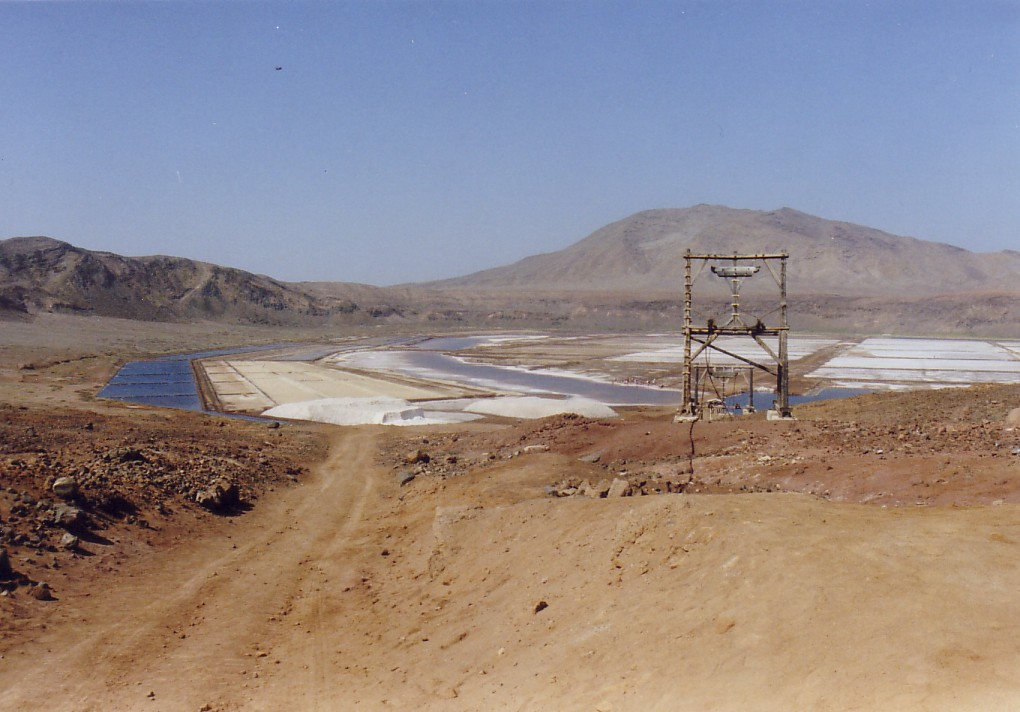
Mines de Pedra de Lume
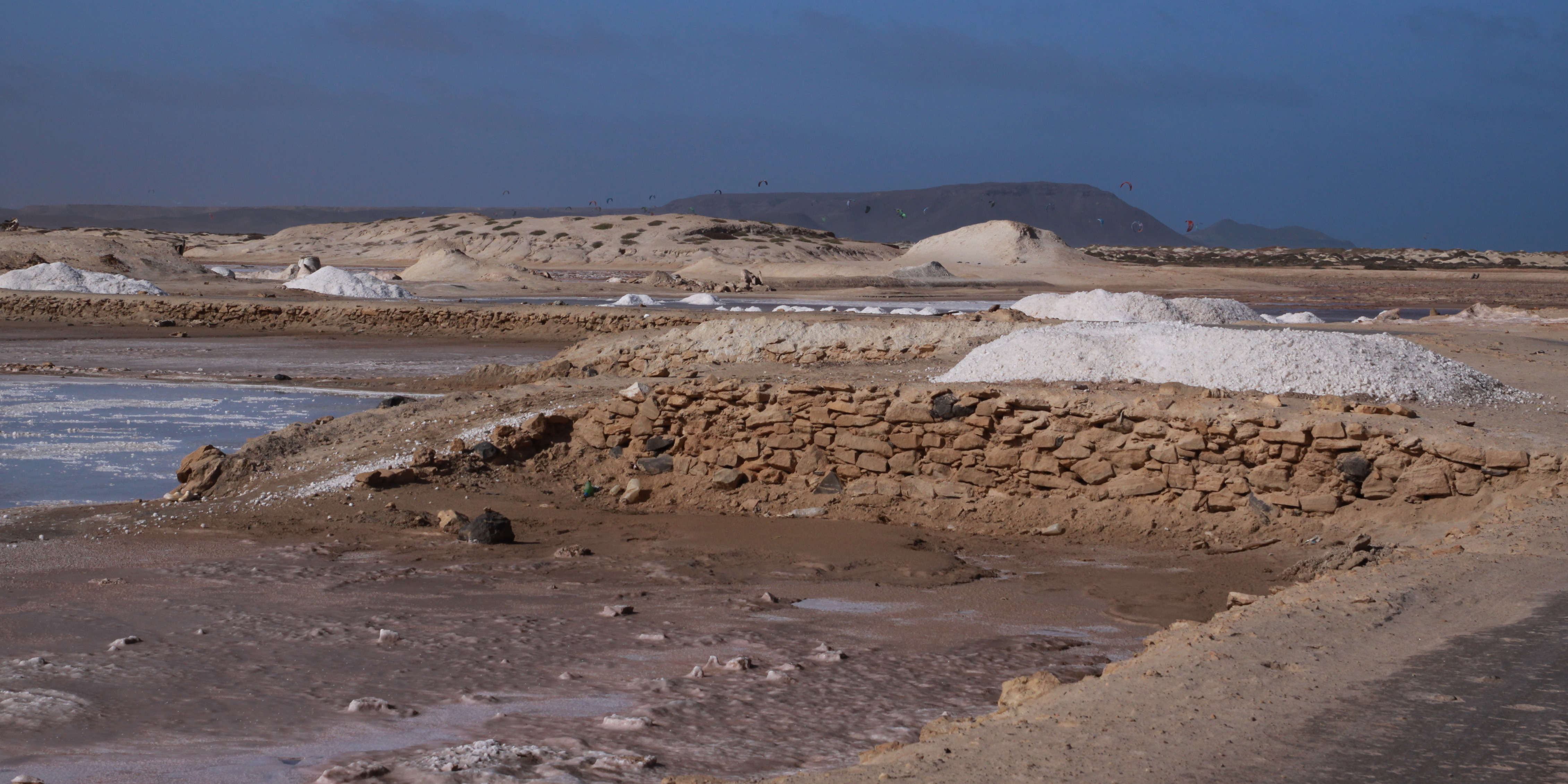
Tables salantes à Santa-Maria et kitesurf en arrière-plan (Kite Beach)

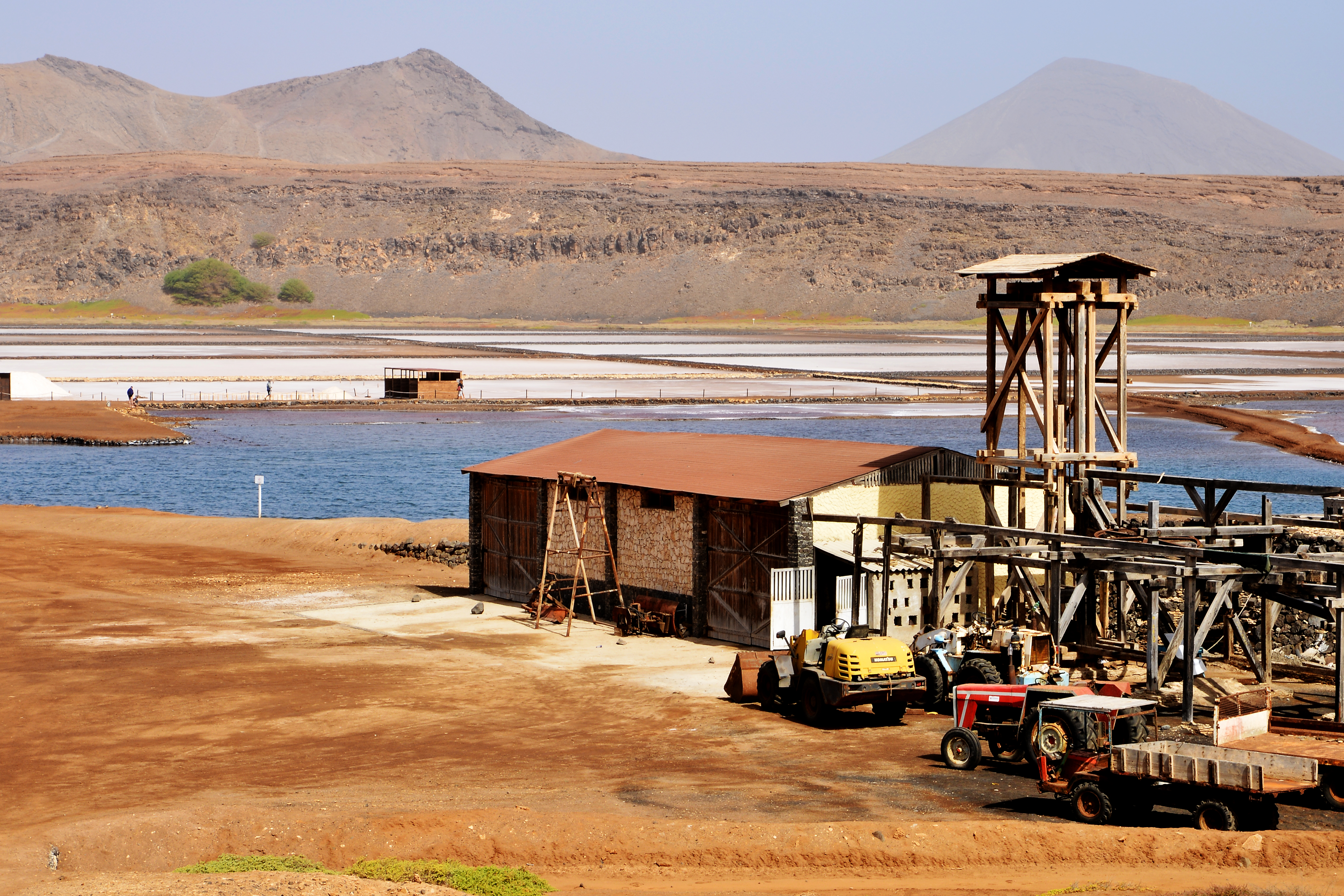
Ancienne exploitation de sel (Pedra de Lume)
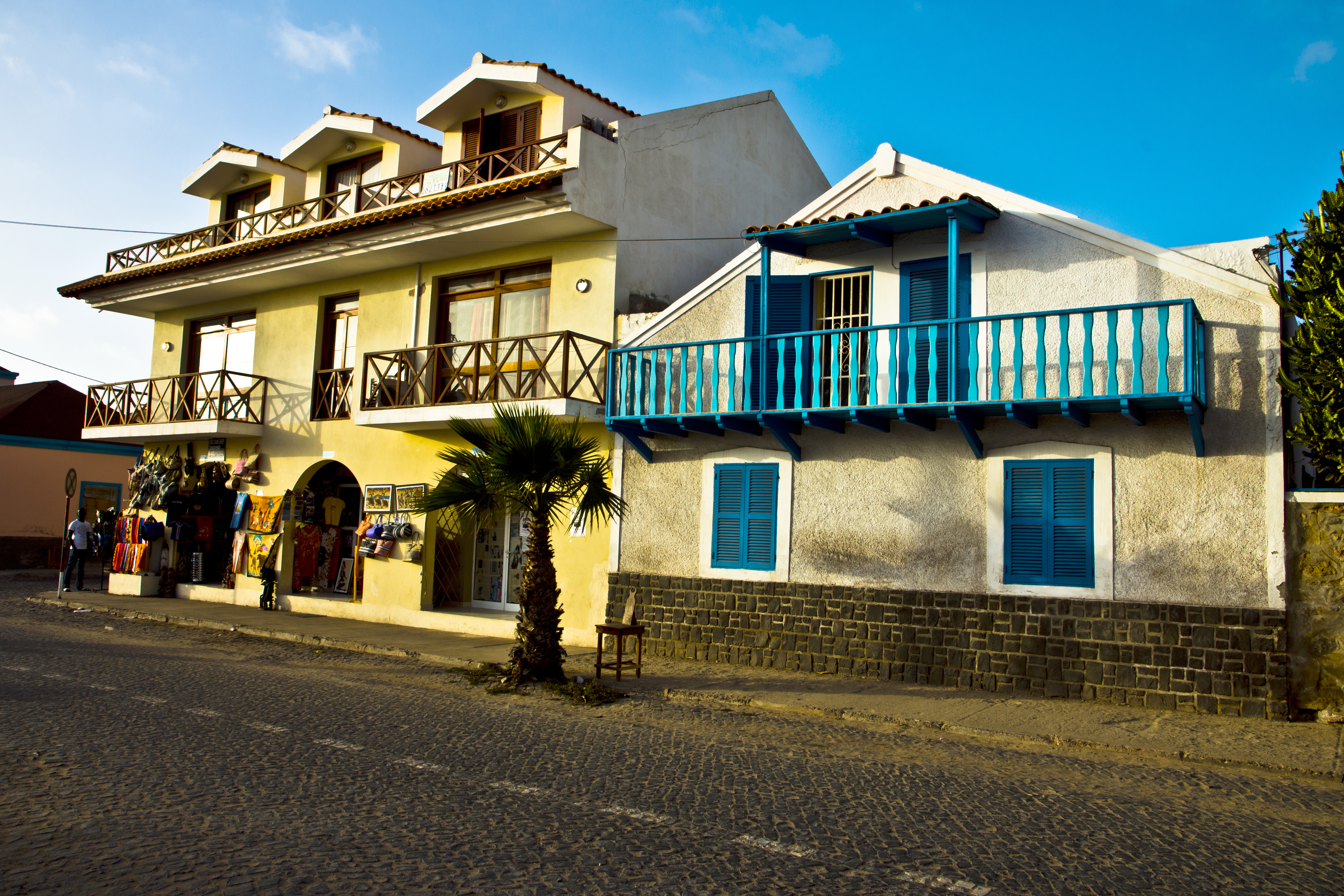
Immeubles à Santa Maria
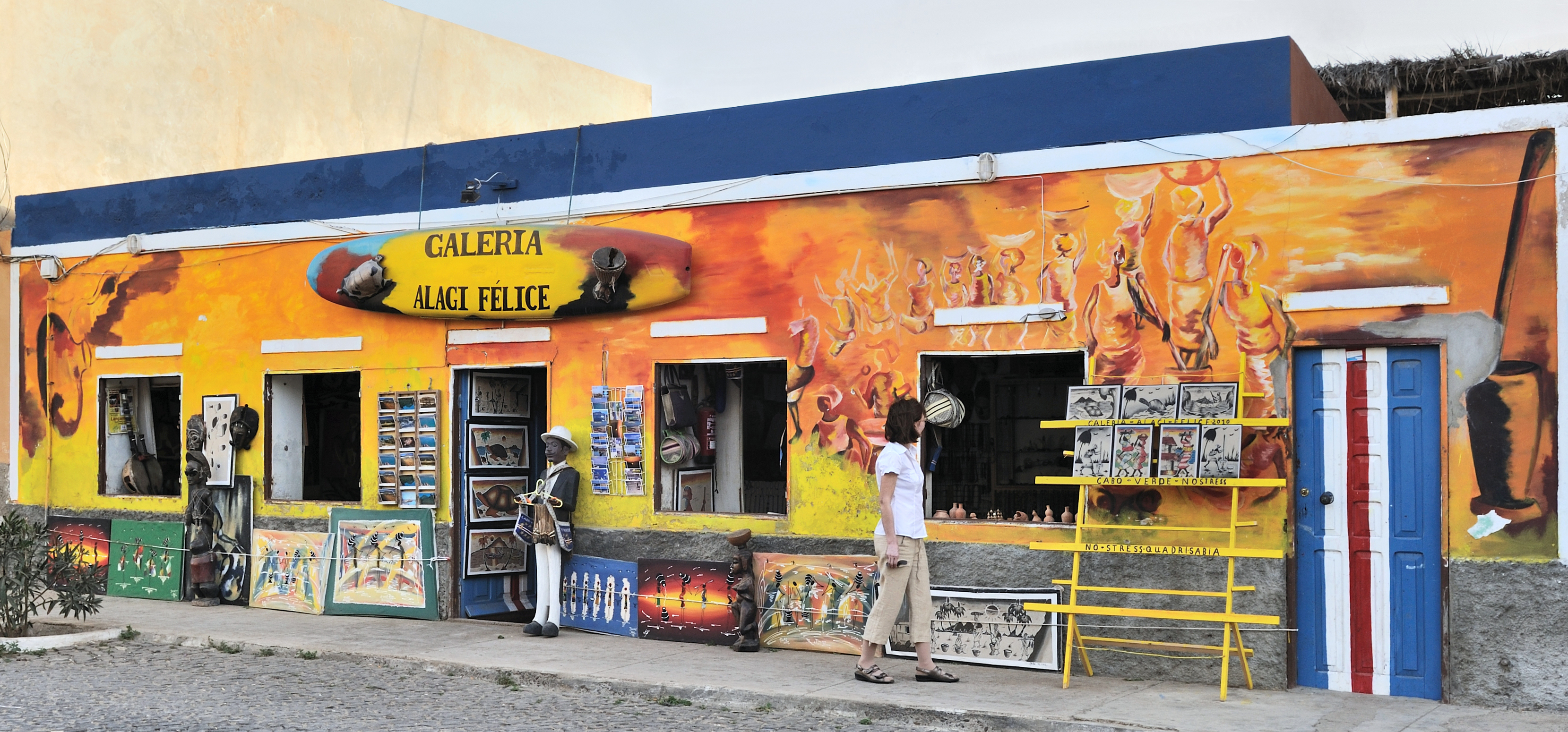
Boutiques de souvenir à Santa Maria
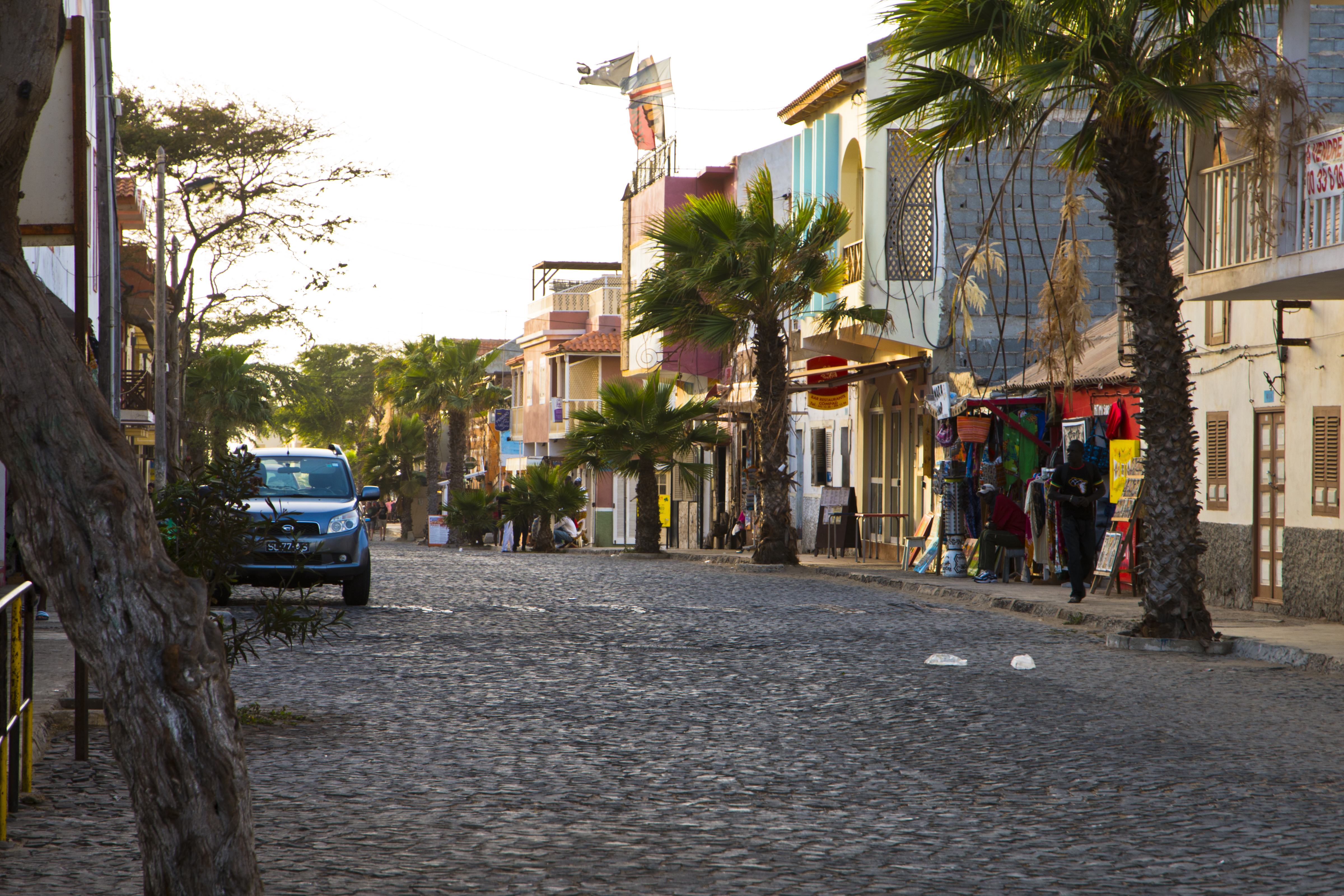
Rue principale à Santa Maria

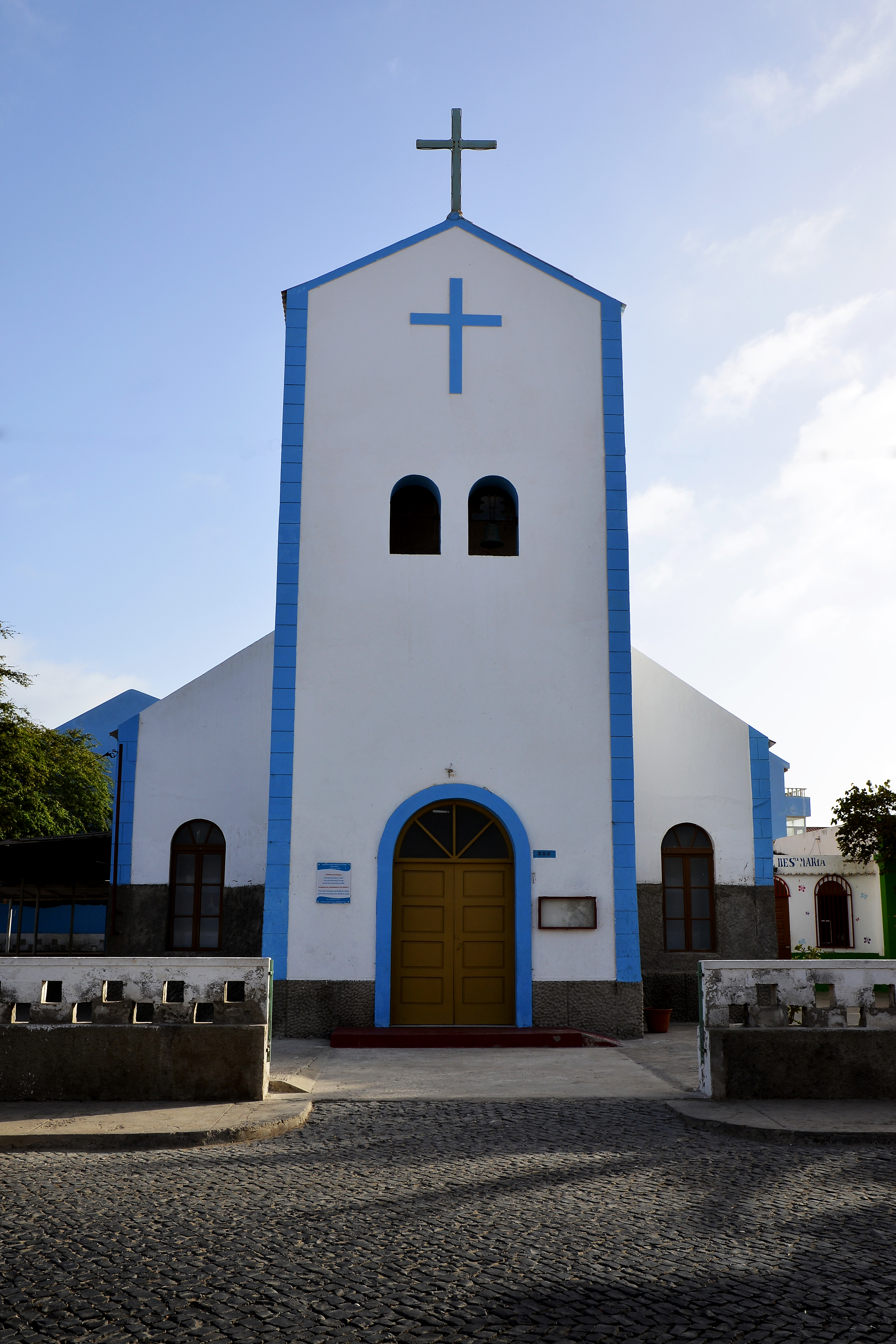
Église à Santa Maria
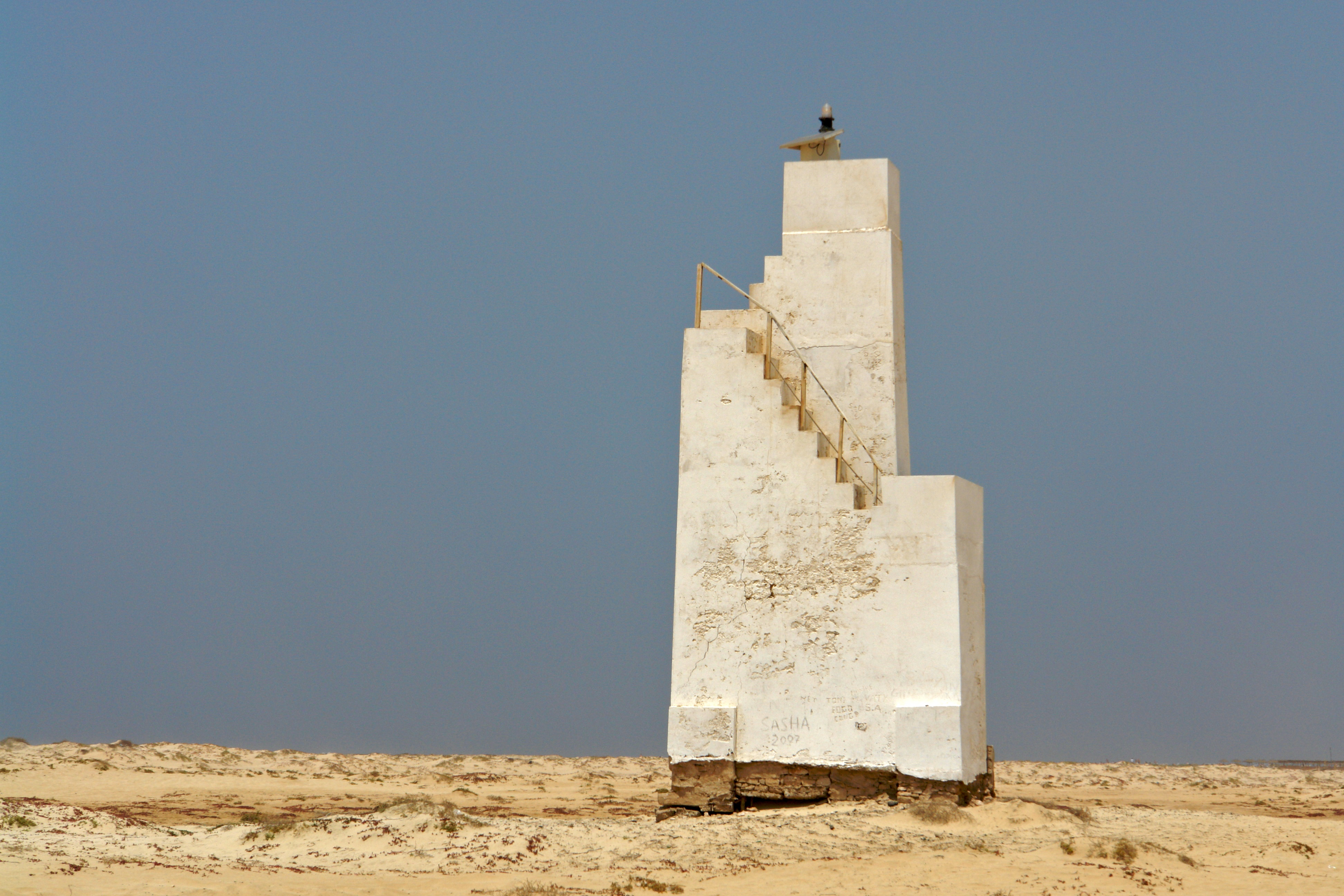
Phare à Ponta do Sinó
Panorama au port de Palmeira.